# Верценис
Верцѐнис (на италиански и на фриулски: Verzegnis) е община в Северна Италия, провинция Удине, автономен регион Фриули-Венеция Джулия. Разположена е на 407 m надморска височина. Населението на общината е 932 души (към 2010 г.).
Административен център на общината е село Киаулис (Chiaulis).